# Wojna koreańska
Wojna koreańska (kor. 한국전쟁; 조선전쟁) – wojna tocząca się w latach 1950–1953 na terytorium Półwyspu Koreańskiego między komunistycznymi siłami KRLD (północnokoreańskimi) i wspierającymi je wojskami ChRL a siłami ONZ (głównie amerykańskimi) wspierającymi wojska Republiki Korei (południowokoreańskie).

## Sytuacja polityczna

Wojna koreańska – na czerwono zaznaczone są tereny opanowane przez siły Korei Północnej, Chin i komunistów, na zielono – Korei Południowej, USA i ONZ

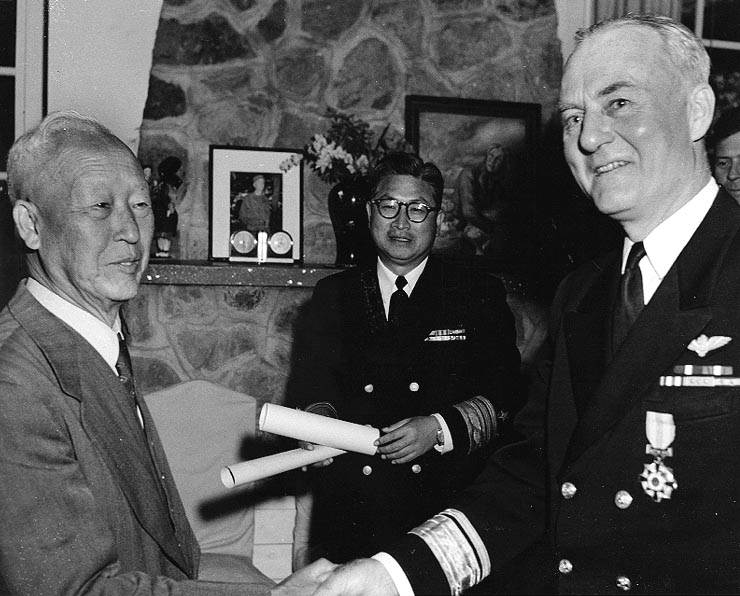
Prezydent Korei Południowej Rhee Syng- man

Korea w czasach nowożytnych była królestwem podporządkowanym Cesarstwu Chińskiemu. Pod koniec XIX w. w związku z restauracją Meiji w Japonii, skrajnym osłabieniem Cesarstwa Chińskiego po wojnach opiumowych i powstaniu bokserów stała się terenem rywalizacji carskiej Rosji i zmodernizowanej Japonii. W roku 1897, na żądanie Japonii, Korea ogłosiła się cesarstwem, co było deklaracją suwerenności wobec Chin. Kwestia wpływów rosyjskich w Korei (koncesje dla rosyjskich przedsiębiorców na rzece Jalu) była głównym powodem wybuchu w 1904 roku wojny Rosji z Japonią, która zakończyła się klęską Rosji i traktatem z Portsmouth (1905). W konsekwencji cała Korea była okupowana przez Japończyków, a w roku 1910 została anektowana przez Japonię. W Cesarstwie Rosyjskim porażka stała się jedną z przyczyn wybuchu w 1905 roku rewolucji.
W roku 1943 na konferencji kairskiej Winston Churchill, Franklin Delano Roosevelt i Czang Kaj-szek ustalili, że po zakończeniu II wojny światowej Korea będzie niepodległym państwem. Na konferencji jałtańskiej Józef Stalin zadeklarował przystąpienie ZSRR do wojny Stanów Zjednoczonych i Wielkiej Brytanii z Japonią w ciągu trzech miesięcy od zakończenia wojny z Niemcami. W konsekwencji Armia Czerwona łamiąc pakt o nieagresji między Japonią a ZSRR (z kwietnia 1941 roku), uderzyła na japońską Armię Kwantuńską w Mandżukuo 8 sierpnia 1945 roku – dwa dni po wybuchu bomby atomowej nad Hiroszimą, zajmując w wyniku operacji kwantuńskiej całą Mandżurię i północną część Korei (24 sierpnia 1945 roku dotarła do 38. równoleżnika).

### Podział Korei
Japonia ogłosiła kapitulację 15 sierpnia 1945 roku, formalny akt kapitulacji został podpisany ostatecznie 2 września na pokładzie pancernika USS „Missouri” w Zatoce Tokijskiej. Amerykanie po naleganiach ostatniego japońskiego gubernatora Korei, Nobuyukiego Abego, skierowali swoje wojska do Korei 8 września 1945 roku i przejęli od Nobuyuki władzę w południowej części Korei. Kwestia Korei była w roku 1945 (podobnie jak kwestia Wietnamu) traktowana przez administrację amerykańską marginalnie wobec zasadniczych celów wojny. W grudniu 1945 roku po konferencji moskiewskiej Stany Zjednoczone i ZSRR utworzyły komisję mającą na celu stworzenie w drodze powszechnych wyborów jednego rządu ogólnokoreańskiego. Sowieci w swojej strefie okupacyjnej prześladowali partie prawicowe i narodowe, a Amerykanie w swojej strefie siły komunistyczne, co spowodowało, że wybory odbyły się w każdej ze stref osobno. W sierpniu 1948 roku proklamowano w Seulu utworzenie Republiki Korei z prezydentem Li Syng Manem na czele, na co odpowiedzią było utworzenie we wrześniu 1948 roku Koreańskiej Republiki Ludowo-Demokratycznej na północy, gdzie premierem rządu został Kim Ir Sen. Rozbieżne interesy mocarstw doprowadziły do trwałego, tragicznego podziału Korei. Od północy Korea Północna graniczyła z ZSRR (20 km granicy) i Chinami rozdartymi wojną domową. Dopiero po ostatecznej klęsce Czang Kaj-szeka i jego ucieczce na Tajwan głównodowodzący Chińską Armią Ludowo-Wyzwoleńczą Mao Zedong proklamował 1 października 1949 roku w Pekinie Chińską Republikę Ludową. W oczywisty sposób wzmocniło to pozycję i aspiracje komunistów koreańskich. Później zaś bezpośrednie zaangażowanie militarne komunistycznych Chin w wojnę w Korei rozstrzygnęło o remisowym rezultacie konfliktu.
Kim Ir Sen, przywódca KRLD, od chwili utworzenia państwa północnokoreańskiego snuł plany „wyzwolenia” południowej części półwyspu, apelując o pomoc do Stalina, ten jednak odmawiał, obawiając się otwartego konfliktu ze Stanami Zjednoczonymi. ZSRR nie miał jeszcze w swym arsenale broni jądrowej, nie mógł też liczyć na żadne poparcie ze strony Chin, w których nadal trwała wojna domowa. Dlatego zgodnie z rezolucjami Zgromadzenia Ogólnego ONZ nakazującymi wycofanie obcych wojsk z Korei do końca grudnia 1948 roku wycofał swe wojska z KRLD (wojska amerykańskie Republikę Korei opuściły dopiero w czerwcu 1949 roku). Podobne plany miał Li Syng Man, tym bardziej że ONZ, zdominowana przez państwa niepodporządkowane ZSRR, uznawała jego rząd za jedyne legalne przedstawicielstwo narodu koreańskiego. Zarówno Kim Ir Sen jak i Li Syng Man oraz oba państwa koreańskie czyniły przygotowania polityczne i militarne do wypełnienia swej „misji dziejowej”. Powodowało to stałe incydenty na granicy, które w sierpniu 1949 roku przybrały formę „małej wojny na 38. równoleżniku”.
Armia południowokoreańska po wycofaniu wojsk amerykańskich w czerwcu 1949 roku miała charakter sił policyjnych. W 1948 roku na wyspie Czedżu wybuchło zbrojne powstanie komunistyczne, stłumione brutalnie przez siły rządowe. Uzyskanie w 1949 roku przez ZSRR broni jądrowej i proklamowanie 1 października 1949 roku ChRL przez Mao, kończące wojnę domową w Chinach, stworzyły warunki do próby „zjednoczenia Korei” drogą agresji zbrojnej przez Kim Ir Sena. Uzyskanie zapewnień o pomocy materialnej z ZSRR i ewentualnego wsparcia Mao otwierało drogę do wojny. Nieroztropna wypowiedź Deana Achesona z 12 stycznia 1950 roku pomijająca Koreę Południową w systemie obrony globalnej Stanów Zjednoczonych stała się zapalnikiem do wybuchu. KRLD zgromadziła na granicy z Republiką Korei siły wystarczające do opanowania całego Półwyspu Koreańskiego, przekonana, że aneksja Korei Południowej nie spotka się z reakcją militarną Stanów Zjednoczonych, przeżywających szok po upadku rządu Czang Kaj-szeka w Chinach.

## Przebieg wojny
25 czerwca 1950 roku wojska Korei Północnej (liczące 415 tys. żołnierzy wspartych 150 czołgami i 150 samolotami różnego typu) zaatakowały terytorium Korei Południowej, przekraczając 38. równoleżnik i zdobywając wkrótce Seul. Armia południowokoreańska licząca 150 tys. ludzi, 40 czołgów i 14 samolotów nie miała szans samodzielnie oprzeć się inwazji. W odpowiedzi na agresję Rada Bezpieczeństwa ONZ uchwaliła 27 czerwca na podstawie art. 42 Karty ONZ wysłanie do Korei sił międzynarodowych. ZSRR oficjalnie zbojkotował obrady, co umożliwiło przegłosowanie wniosku wobec niewykorzystania przysługującego ZSRR w Radzie Bezpieczeństwa ONZ prawa weta. Przerzucona z prefektury Yamaguchi (Japonia) amerykańska 24. Dywizja Piechoty została zniszczona w 12-dniowej bitwie pod Daejeonem, a jej dowódca gen. William Dean trafił do niewoli. Pierwotnie planował wycofanie dywizji na południe, ale otrzymał rozkaz obrony miasta o kilka dni dłużej. Wskutek przewagi nieprzyjaciela dywizja została rozbita, a gen. Dean samodzielnie przedzierał się na południe.
26 czerwca przewodniczący Senackiej Komisji Spraw Zagranicznych Tom Connally na pytanie prezydenta USA Trumana, czy prosić Kongres o wypowiedzenie wojny, odpowiedział: Jeśli włamywacz włamie się do twojego domu, możesz go zastrzelić bez pójścia na posterunek policji i uzyskania pozwolenia (“If a burglar breaks into your house, you can shoot him without going down to the police station and getting permission”). Truman uznał, że uchwała Rady Bezpieczeństwa daje wystarczającą podstawę do wysłania wojsk. 19 lipca prezydent powiadomił Kongres o podjętych krokach, żądając zwiększenia wydatków na siły zbrojne i pomoc dla państw zagrożonych przez działania komunistów.

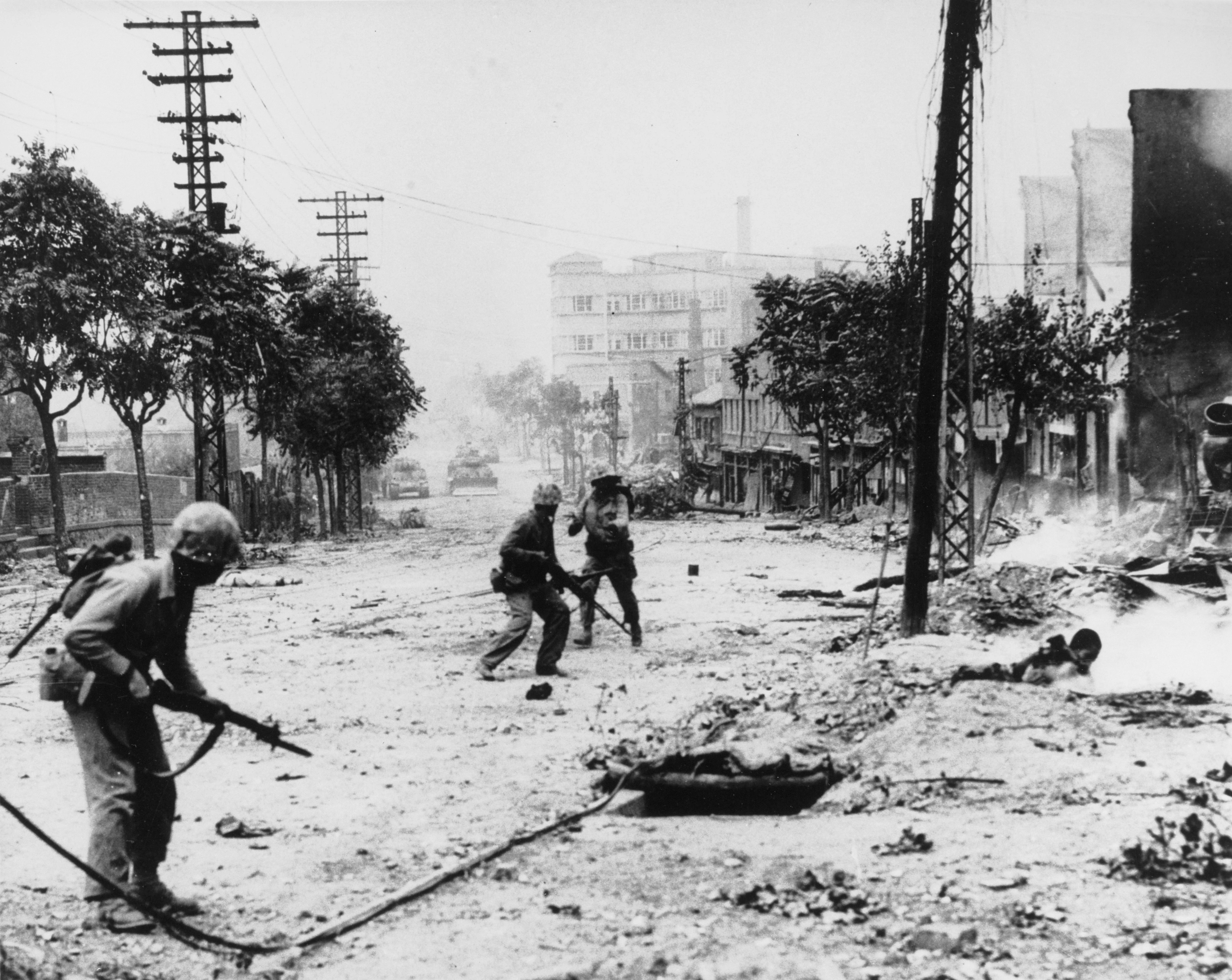
Odzyskanie Seulu przez wojska ONZ we wrześniu 1950 roku

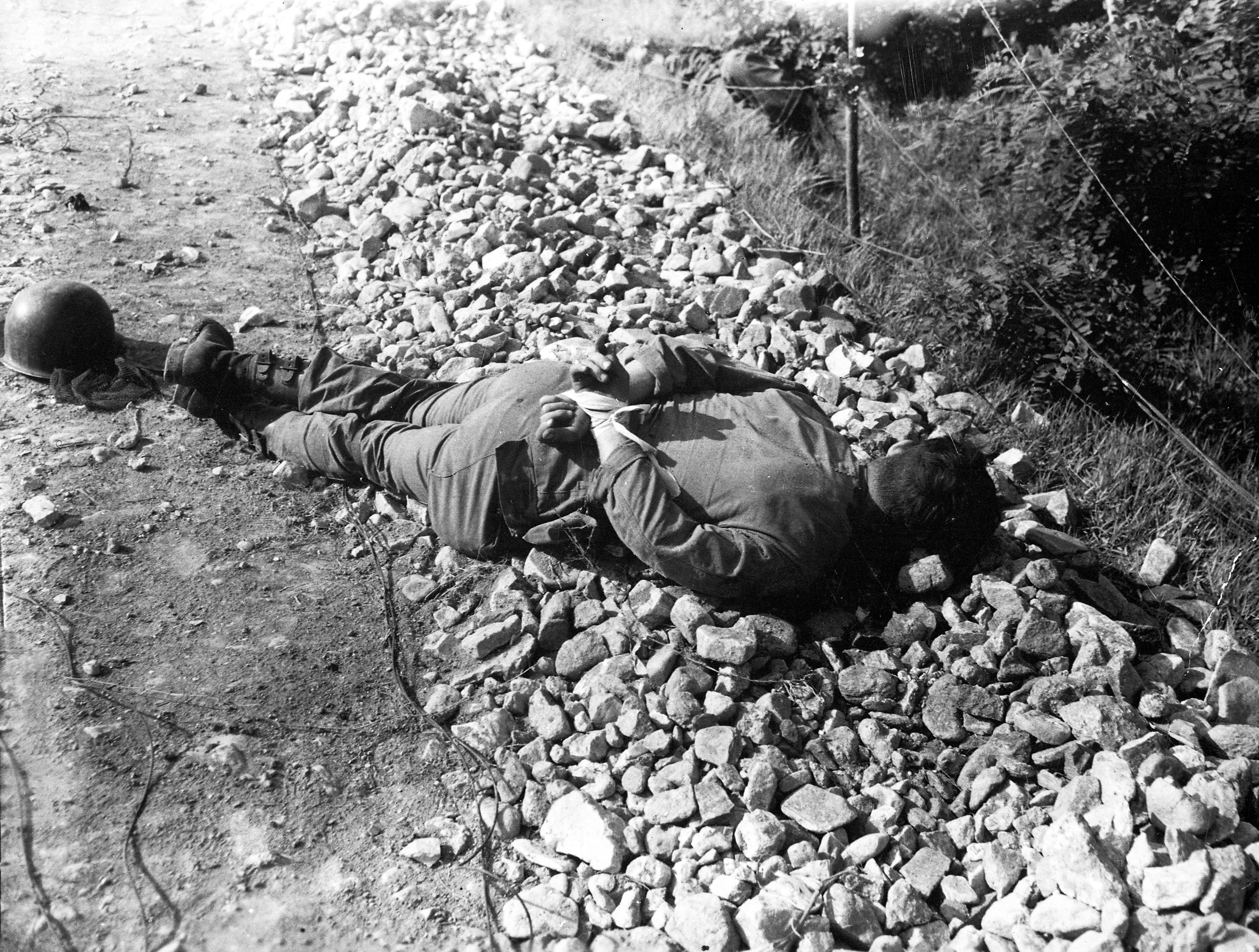
Żołnierz amerykański, jeniec wojenny, zabity przez koreańskich lub chińskich komunistów strzałem w tył głowy

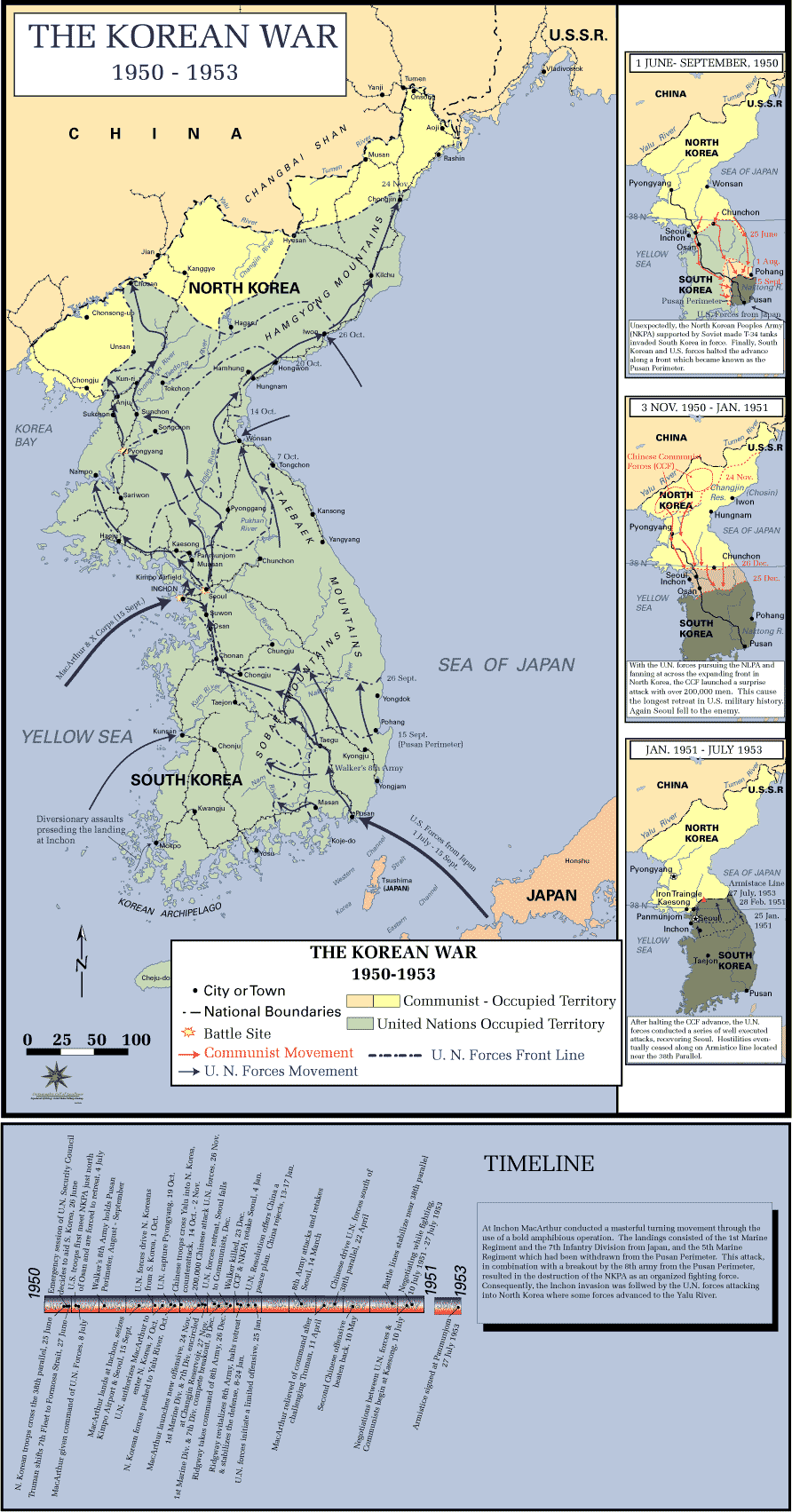
Szczegółowy przebieg działań wojennych

Początkowe niepowodzenia wojsk amerykańskich związane były z tym, że oddziały amerykańskie w Japonii pełniły służbę okupacyjną i nie były ani odpowiednio uzbrojone, ani wyszkolone do prowadzenia normalnych działań wojennych. Wojska amerykańskie stacjonujące w Japonii miały poważne braki etatowe w ludziach; dywizje piechoty miały tylko po kompanii lekkich czołgów zamiast batalionu pancernego i kompanii czołgów w każdym pułku (mosty w Japonii nie pozwalały na przejazd innych czołgów poza lekkimi); nie posiadały także nowoczesnej broni przeciwpancernej (dział bezodrzutowych i granatników przeciwpancernych 89 mm), a tylko granatniki 60 mm z II wojny światowej („bazooki”), na dodatek z amunicją sprzed co najmniej 5 lat, która często zawodziła; ponadto w Japonii nie prowadzono szkolenia bojowego, a tylko normalną służbę okupacyjną. W późniejszym okresie stan liczebny, jakość uzbrojenia i wyszkolenia wojsk amerykańskich w Korei znacząco się poprawiły. Do 5 września 1950 wojska KRLD opanowały prawie cały półwysep (95% terytorium Korei Południowej), zamykając wojska amerykańskie i południowokoreańskie w tzw. „worku pusańskim” – w tym momencie ofensywa północnokoreańska została powstrzymana. KRLD i ZSRR za pośrednictwem Indii (Jawaharlal Nehru) zaproponowały rokowania pokojowe, odrzucone przez Stany Zjednoczone (ONZ). W międzyczasie KRLD przeprowadziła na południu reformę rolną i nacjonalizację przemysłu oraz nabór do swojej armii. W ramach sił ONZ, 14 państw skierowało do Korei swoje kontyngenty wojskowe, które czasowo rozlokowano w Japonii. 95% tych sił stanowiły wojska amerykańskie. Głównodowodzącym wojsk ONZ został gen. Douglas MacArthur, który ze swoim sztabem opracował plan inwazji na Koreę Północną.

### Interwencja ONZ
Udany desant amerykański (ONZ) 15 września 1950 roku gen. Douglasa MacArthura pod miastem Inczon oraz jednoczesne kontruderzenie z miasta Pusan doprowadziły do odzyskania zajętych przez wojska Północy terenów. Jednostki Koreańskiej Armii Ludowej odcięte na południu Korei próbowały przejść do działań partyzanckich, tworząc tzw. „drugi front”, ale próby te zostały szybko udaremnione, ponieważ ludność południowokoreańska już zniechęciła się do KRLD (z powodu postępowania jej wojsk i organów bezpieczeństwa). W październiku działania przeniosły się na północ od 38. równoleżnika, a 90% Korei Północnej do 25 października znalazło się pod okupacją amerykańską. ONZ (Stany Zjednoczone) zaproponowała zawieszenie broni i uznanie siłowego zjednoczenia Korei, ale 25 października 1950 Mao Zedong wprowadził na front kilkusettysięczną armię „Chińskich Ochotników Ludowych”. ChOL okrążyli X Korpus amerykański, który jednak zdołał się przebić i został ewakuowany z Hŭngnam („koreańska Dunkierka”). Pod naciskiem Chińczyków (i odtwarzającej się armii KRLD) oddziały ONZ cofały się, tracąc w styczniu 1951 roku Seul. Chiny bezskutecznie prosiły o wsparcie ZSRR, Stalin zgodził się jedynie na wysłanie Chińczykom sprzętu wojskowego, z czym jednak zwlekał. Polityka ta spowodowana była chęcią utrzymania ZSRR w „neutralności”, a tym samym zrzuceniem kosztów prowadzenia wojny na Chiny. Rządy KRLD i Chin otrzymały różnorakie wsparcie ze strony Indii i niektórych państw bloku wschodniego.
Rezolucją nr 498 Zgromadzenie Ogólne Narodów Zjednoczonych 1 lutego w 1951 r. uznało ChRL za agresora i ponowiło wezwanie do wszystkich państw i władz do dalszego udzielania wszelkiej pomocy działaniom ONZ w Korei.
Nowy dowódca wojsk lądowych gen. Matthew Ridgway powstrzymał ofensywę i w lutym odzyskał Seul, a następnie ruszył na północ, częściowo przekroczył 38. równoleżnik i ustabilizował front na zdatnej do obrony linii „Kansas-Wyoming”, która do dzisiaj stanowi granicę pomiędzy obydwoma państwami koreańskimi. W czasie tych walk MacArthur ogłosił, że Amerykanie użyją broni atomowej, co spotkało się z protestem ich sojuszników z NATO, obawiających się atomowego odwetu ZSRR na Wielkiej Brytanii, i ostatecznie doprowadziło do konfliktu z prezydentem Trumanem. MacArthur proponował ponadto przenieść wojnę na teren Chin poprzez bombardowanie lotnisk armii chińskiej i jednoczesne wprowadzenie do walki na pierwszej linii oddziałów Tajwanu (Kuomintangu). Ta propozycja MacArthura była bezpośrednim powodem jego zdymisjonowania przez prezydenta Trumana. Zastąpił go gen. Matthew Ridgway (opuszczone przezeń stanowisko zajął gen. James van Fleet, a następnie gen. James Taylor).
W okresie od kwietnia do maja 1951 roku wojska chińskie i północnokoreańskie przeprowadziły wielką ofensywę, która załamała się i czerwcowa kontrofensywa ONZ z powrotem przywróciła front na linii Kansas-Wyoming. Od tej pory działania wojenne przyjęły postać wojny pozycyjnej, przeplatanej walkami niewielkich oddziałów. W lipcu 1951 roku rozpoczęła się pierwsza tura rokowań pokojowych, podczas której nie osiągnięto porozumienia z powodu dwóch konfliktów – po pierwsze w sprawie granicy (Chiny i KRLD chciały linii 38. równoleżnika, a ONZ linii Kansas-Wyoming), a po drugie w sprawie jeńców (spora część jeńców z Chin i Korei Północnej nie chciała wracać do tych państw, które tutaj żądały przymusowego odesłania ich wszystkich). W 1952 roku generał Ridgway został zastąpiony przez generała Marka Clarka – przyczyną było to, że Głównodowodzący Wojsk NATO gen. Dwight Eisenhower wystartował w wyborach prezydenckich i zrezygnował ze stanowiska, a gen. Ridgway go zastąpił. Pomimo liczebnej przewagi lotnictwa chińsko-północnokoreańskiego, wzmocnionego „ochotnikami” z ZSRR, lotnictwo amerykańskie (i innych państw ONZ – za najlepszych uchodzili piloci z RAF) odnosiło sukcesy. Międzynarodowy Czerwony Krzyż zorganizował kilkadziesiąt szpitali polowych w KRLD ze względu na ogrom ofiar wśród ludności cywilnej (jednym z takich szpitali kierował prof. Jan Oszacki z Krakowa). W 1954 wysokimi odznaczeniami Polski Ludowej zostali odznaczeni pracownicy Szpitala Polskiego Czerwonego Krzyża w KRLD.

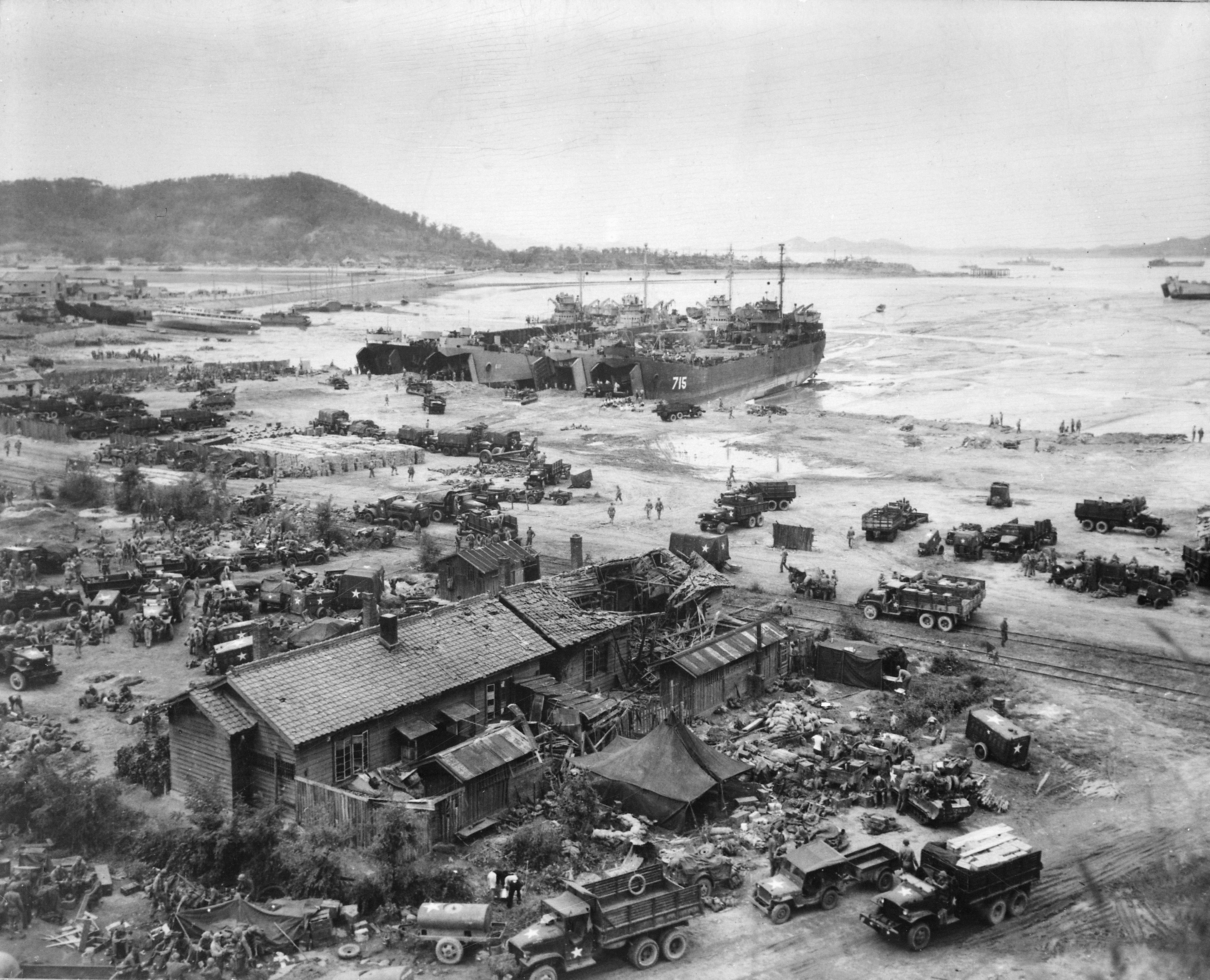
Desant pod Inczonem

### Zakończenie walk
Opinia publiczna w krajach uczestniczących w operacji ONZ była mocno podzielona, szczególnie w Wielkiej Brytanii, gdzie liczne grono ludzi sprzeciwiało się uczestnictwu w wojnie. Wiele osób obawiało się eskalacji wojny, a nawet wybuchu wojny nuklearnej. Silna opozycja względem wojny była przyczyną często napiętych relacji brytyjsko-amerykańskich. Z tych powodów brytyjscy politycy szukali sposobu na jak najszybsze zakończenie konfliktu, prędkie wycofanie wszystkich obcych sił ONZ i zjednoczenie Korei pod auspicjami tej organizacji. Ostatecznie wybór Eisenhowera i zmęczenie społeczeństwa amerykańskiego wojną (jednorazowo w Korei przebywało 500 tys. żołnierzy amerykańskich, zmieniani byli co 6 miesięcy, w sumie przewinęło się przez front 2,5 mln Amerykanów), a z drugiej strony śmierć Stalina i walka o schedę po nim oraz brak znaczących efektów działań militarnych po obu stronach zmusiły wreszcie obie strony konfliktu 27 lipca 1953 roku w Panmundżomie do podpisania rozejmu i ustanowienia strefy demarkacyjnej (po 2 km na północ i południe, zatem szerokość tej strefy wynosi 4 km) dzielącej półwysep na dotychczasowej linii frontu (linii Kansas-Wyoming; w sprawie jeńców swoje stanowisko także przeforsowała strona ONZ – w rezultacie część jeńców północnokoreańskich osiedliła się w Korei Południowej, a jeńców chińskich na Tajwanie). Rozejm został podpisany przez przedstawicieli Korei Północnej (w osobie Kim Ir Sena jako zwierzchnika armii Korei Północnej), Chin Ludowych (przedstawiciel: Peng Dehuai – dowódca Ochotników Ludowych) oraz ONZ, reprezentowanej przez głównodowodzącego wojsk Narodów Zjednoczonych, amerykańskiego generała Marka W. Clarka. Nieobecność i brak podpisu przedstawiciela Republiki Korei (czyli Korei Południowej) stanowił przez długie lata pretekst dla KRLD do odmowy rozpoczęcia rozmów pokojowych z Południem, które dla Koreańczyków z Północy nie było stroną konfliktu. Nad przestrzeganiem rozejmu czuwali inspektorzy sił rozjemczych (Komisja Nadzorcza Państw Neutralnych) rozmieszczeni po obu stronach tej linii, na północy Polacy oraz Czesi i Słowacy, a na południu Szwajcarzy i Szwedzi. Ci ostatni po szykanach amerykańskich w 1956 roku zwinęli swoje posterunki. W przypadku Czechosłowacji (potem Czech) i Polski po zmianach politycznych w 1989 roku władze KRLD zaczęły także szykanować ich przedstawicieli tak, że ci w końcu wyjechali.

## Konsekwencje wojny

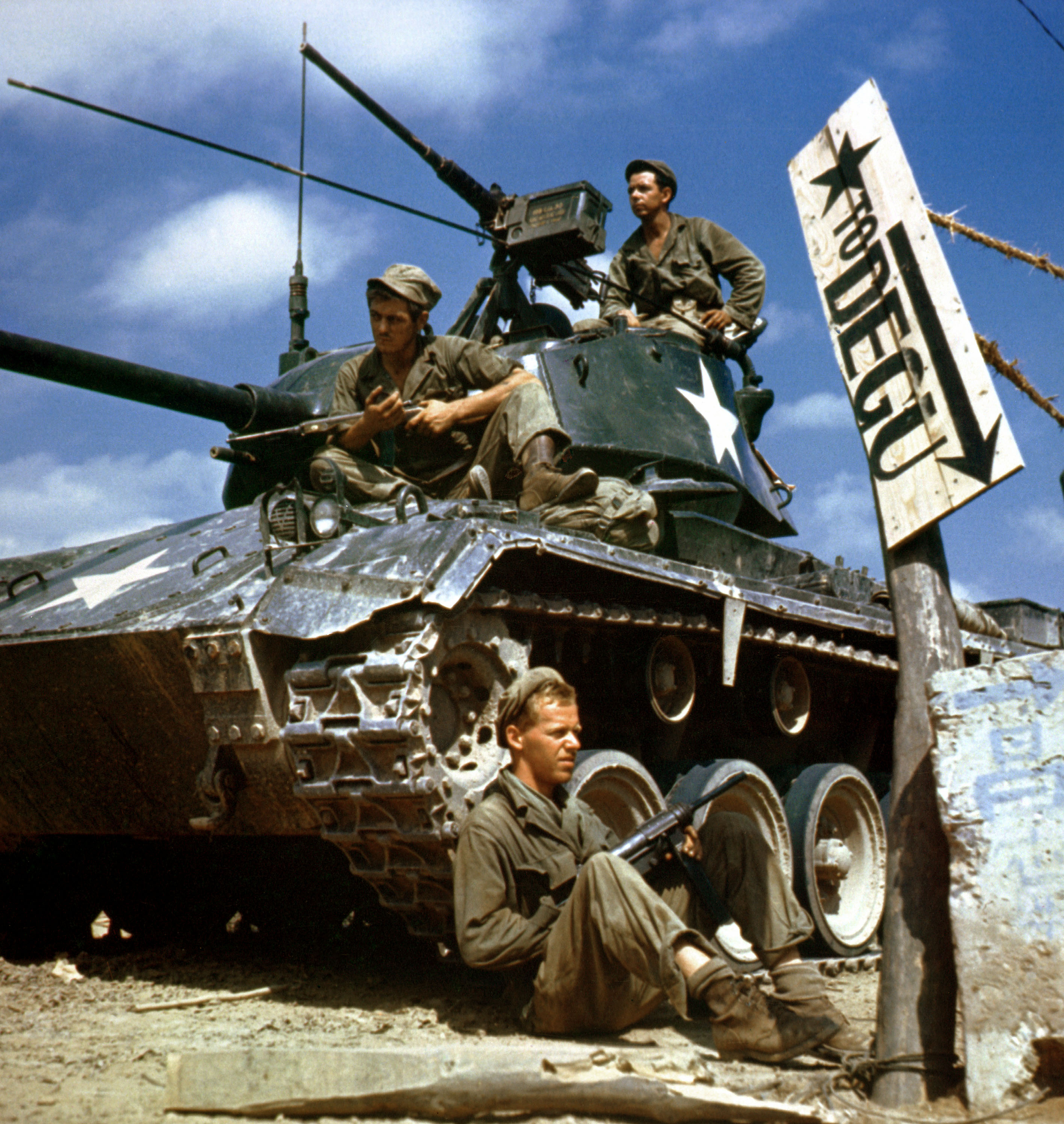
Załoga czołgu M24

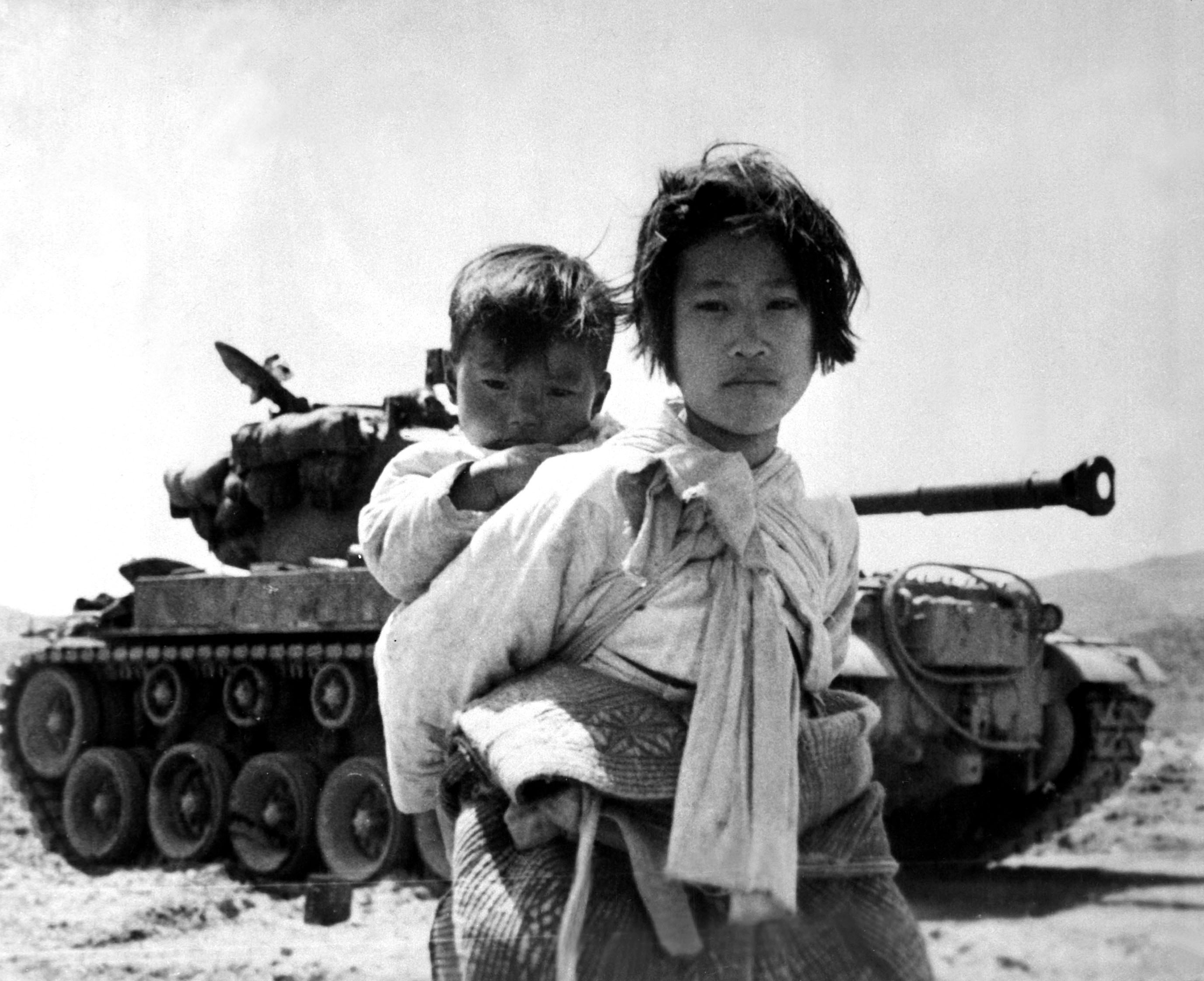
Koreańscy cywile

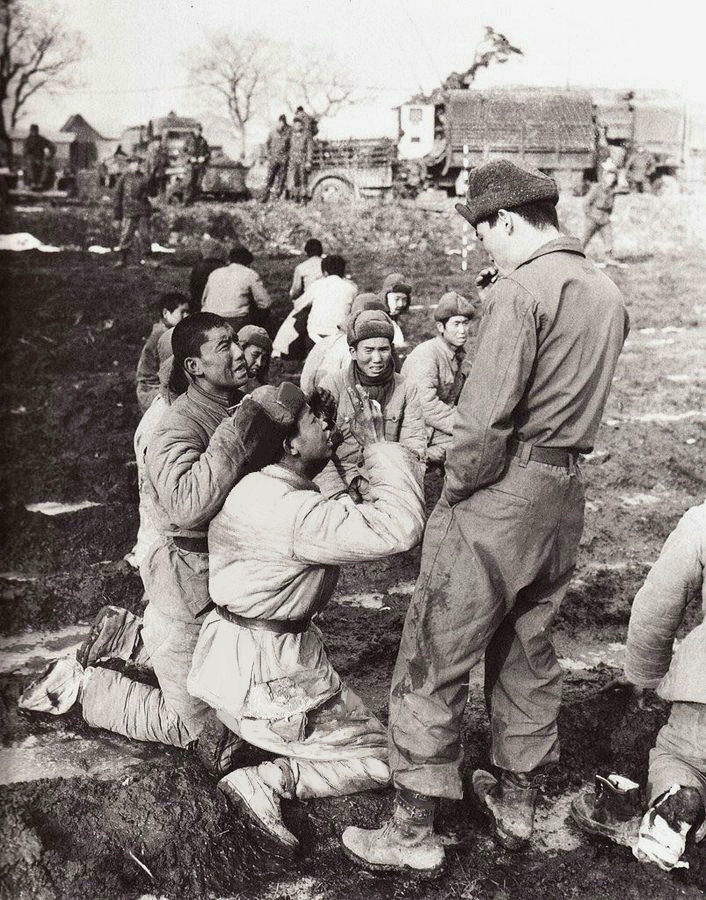
Chińscy jeńcy schwytani przez wojska Korei Południowej w 1951 roku

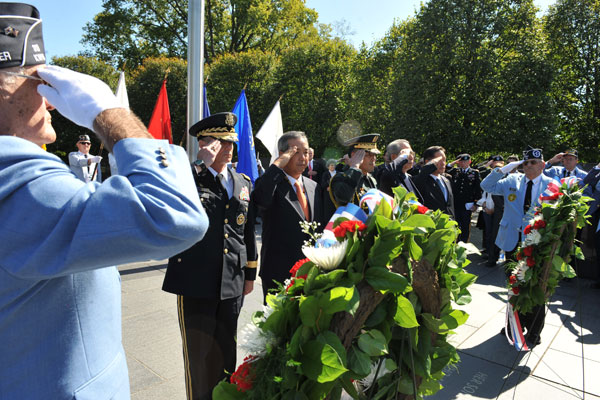
Amerykańscy i południowokoreańscy weterani na spotkaniu w 2009 roku

Wojna koreańska utrwaliła podział polityczny półwyspu koreańskiego. Straty poniesione przez strony konfliktu i ludność cywilną są trudne do oceny ze względu na zróżnicowanie szacunków i brak swobodnego dostępu historyków do materiałów archiwalnych, szczególnie północnokoreańskich i chińskich. Aktualne szacunki historyków zakładają straty armii Republiki Korei (Korea Południowa) – 415 tys. żołnierzy zabitych i zmarłych w niewoli i 429 tys. rannych, Koreańskiej Armii Ludowej – 500–600 tys. zabitych i drugie tyle rannych, a ludności cywilnej – około miliona ludzi zabitych i rannych. Straty sił ONZ obejmowały: 33 629 zabitych i zaginionych oraz 107 tysięcy rannych żołnierzy amerykańskich, 1263 zabitych i 4817 rannych żołnierzy Wspólnoty Narodów oraz 1800 zabitych i 7 tys. rannych żołnierzy z pozostałych kontyngentów państw walczących pod flagą ONZ. Straty ChRL ocenia się na 400 tys. zabitych i zmarłych oraz 500 tys. rannych żołnierzy.
W trakcie wojny doszło do licznych zbrodni wojennych. Według prof. Kim Dong Choona, delegata Komisji Prawdy i Pojednania, co najmniej 100 000 ludzi zostało zamordowanych w związku z podejrzeniami o wspieranie komunizmu. Historycy twierdzą, że nawet 200 000 osób mogło ponieść śmierć z rąk południowokoreańskich armii i policji. Południowokoreańskie organizacje cywilne utrzymują, że liczba zabitych mogła wynosić nawet 1 200 000 ofiar. Przez dekady za masakry te niesłusznie obwiniani byli komuniści. Z drugiej strony także oficerowie armii Korei Północnej, a szczególnie oficerowie polityczni, odpowiedzialni byli za liczne łamanie praw człowieka, w tym liczne egzekucje urzędników, inteligencji czy przywódców religijnych, podejrzanych o sympatyzowanie z rządem Południa.
Po zakończeniu działań wojennych następowała stopniowa odbudowa KRLD i Republiki Korei z gigantycznych zniszczeń wojennych. Ekonomiczne skutki wojny odczuwały także Stany Zjednoczone, dla których koszt operacji wojskowych na półwyspie wyniósł 17,2 mld dolarów, oraz Chiny, dla których koszty te oscylowały w granicach 10 mld dolarów. Stało się to powodem trudności gospodarczych w Chinach, szczególnie że po śmierci Stalina nowi przywódcy ZSRR nie zgodzili się na umorzenie długów za dostarczony sprzęt wojskowy, co pogłębiło narastający już z przyczyn ideologicznych konflikt między władzami ChRL i ZSRR. Sytuacja polityczno-gospodarcza KRLD była niezwykle skomplikowana. Chinom zawdzięczano ocalenie, ale Mao nie był w stanie wspierać gospodarczo Korei Północnej ze względu na własne kłopoty ekonomiczne. Ochotnicy chińscy byli wycofywani z Korei powoli etapami aż do 1958 roku. Sowieci na początku nie kwapili się też z pomocą materialną, gdyż nie wiedzieli, jaką orientację przyjmie Kim Ir Sen, prochińską czy proradziecką. W polityce wewnętrznej wojna stała się pretekstem dla Kim Ir Sena do likwidacji opozycji i militaryzacji kraju, wprowadzania w życie idei dżucze i kultu własnej osoby.
Na południu do rebelii z lat 60. władzę sprawował wspierany przez USA autorytarny Li Syng Man, uważany za brutalnego i skorumpowanego dyktatora. Jednocześnie, dzięki pomocy gospodarczej państw Zachodu, Korea Południowa zaczęła szybko się odbudowywać, stając się z czasem jednym z azjatyckich „tygrysów gospodarczych”. Do późnych lat 70. gospodarka Północy była jednak silniejsza od gospodarki Południa (gospodarcze kłopoty KRLD zaczęły się w latach 90., gdy Korea straciła cenne źródło umów handlowych jakim był ZSRR).
Wojna koreańska miała też daleko idące konsekwencje w polityce światowej. Wytworzyła przede wszystkim powszechny strach przed wojną światową, w której bardzo prawdopodobne było użycie broni nuklearnej. Kryzys koreański doprowadził również do wzrostu zaangażowania amerykańskiego w Europie. Stany Zjednoczone potroiły wydatki na obronność i uściśliły współpracę z sojusznikami w ramach NATO. Stany Zjednoczone przyjęły rolę naczelnego dowódcy w bloku państw zachodnich, tworząc model dwubiegunowości w stosunkach międzynarodowych.

## Siły ONZ w Korei
Wojska lądowe zaangażowane w konflikt w Korei:
- Korea Południowa
- ONZ:
  -  Stany Zjednoczone
  -  Wielka Brytania (trzy brygady piechoty, brygada pancerna, pół pułku artylerii)
  -  Australia (dwa bataliony piechoty, dywizjon lotnictwa)
  -  Belgia (batalion piechoty)
  -  Kanada (brygada piechoty)
  -  Kolumbia (kompania piechoty)
  -  Etiopia (batalion piechoty)
  -  Francja (batalion piechoty)
  -  Grecja (batalion piechoty)
  -  Luksemburg (kompania piechoty)
  -  Nowa Zelandia (pułk artylerii)
  -  Filipiny (batalion piechoty, kompania czołgów)
  -  Południowa Afryka (dywizjon lotnictwa)
  -  Tajlandia (batalion piechoty)
  -  Turcja (brygada piechoty)